# Andrzej Mankiewicz
Andrzej Mankiewicz (ur. 22 maja 1933 w Warszawie, zm. 31 marca 2024) – polski lekkoatleta, wieloboista, czterokrotny mistrz Polski, następnie trener m.in. Ryszarda Katusa.

## Życiorys
Był zawodnikiem Sparty Warszawa, w jej barwach sięgnął czterokrotnie po mistrzostwo Polski w dziesięcioboju (1957, 1960, 1961, 1962) i dwukrotnie po wicemistrzostwo (1956, 1958). Po zakończeniu kariery pracował jako trener w Gwardii Warszawa i wielobojowej kadrze narodowej. Jego najwybitniejszym zawodnikiem był Ryszard Katus, a największym sukcesem trenerskim zwycięstwo polskiej drużyny w pierwszej edycji Pucharu Europy w dziesięcioboju w 1973. W 1976 ukończył studia na Akademii Wychowania Fizycznego w Poznaniu. Był członkiem Komisji Współpracy z Olimpijczykami Polskiego Komitetu Olimpijskiego.
Rekord życiowy: dziesięciobój – 6600 pkt. (6142 pkt. według tabel ówczesnych) – 16.06.1963 (Bydgoszcz)